# Skivarp
Skivarp is een plaats in de gemeente Skurup in Skåne de zuidelijkste provincie van Zweden. De plaats heeft 1252 inwoners (2005) en een oppervlakte van 126 hectare.

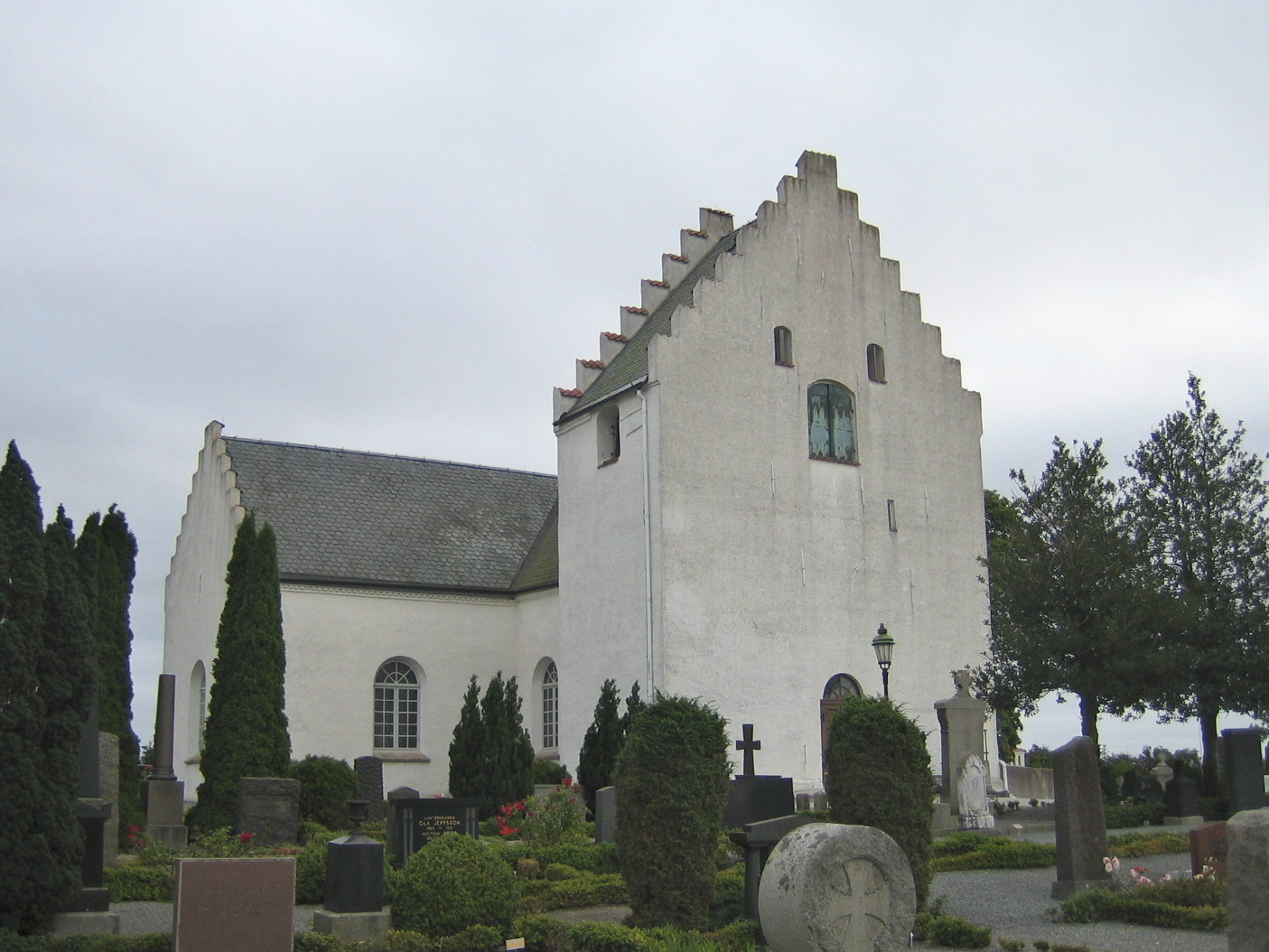
Kerk van Skivarp
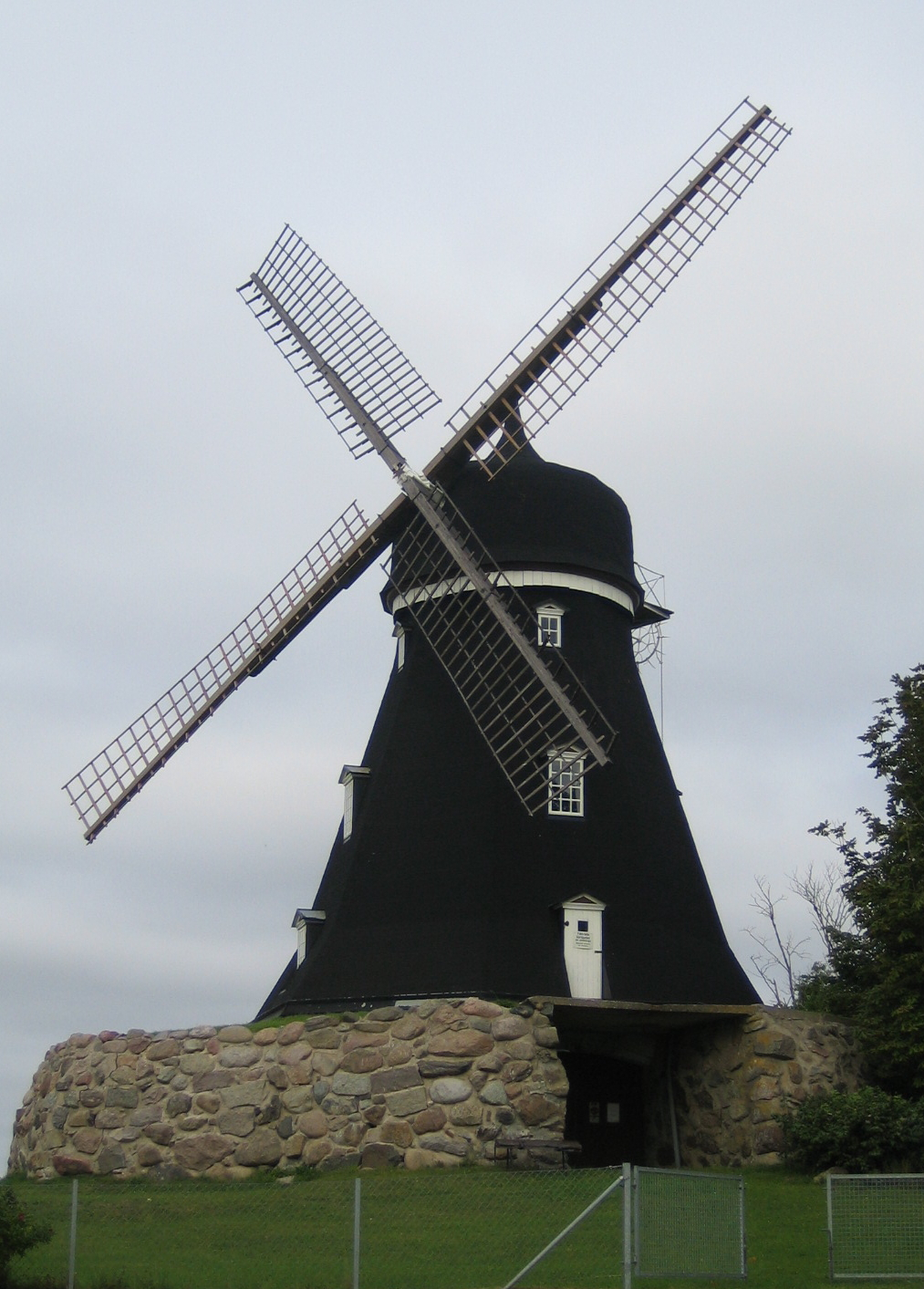
Molen van Skivarp

## Verkeer en vervoer
Bij de plaats loopt de Länsväg 101.
Vroeger had de plaats een station aan de opgebroken spoorlijn Trelleborg - Rydsgård.
Skurup · Rydsgård · Skivarp · Abbekås